# 1. Volleyball Bundesliga Masculina de 2020–21
A 1. Volleyball Bundesliga Masculina de 2020–21 foi 28.ª edição da primeira divisão do campeonato alemão de voleibol, competição esta organizada pela Volleyball-Bundesliga sob a égide da Federação Alemã de Voleibol (Deutsche Volleyball-Verband DVV). O campeonato iniciou-se em 17 de outubro de 2020 e estendeu-se até 15 de abril de 2021.
O Berlin Recycling Volleys conquistou o décimo primeiro título de sua história na competição vencendo o VfB Friedrichshafen nas finais. O oposto alemão Linus Weber foi eleito o melhor jogador do torneio.

## Regulamento

### Fase classificatória
A fase classificatória foi disputada em dois turnos. Em cada turno, todos os times jogaram entre si uma única vez. Os jogos do segundo turno foram realizados na mesma ordem do primeiro, apenas com o mando de quadra invertido.

### Playoffs
A fase eliminatória foi divida em quartas de final, semifinais e final; todas no sistema "melhor de três", exceto a final.

## Equipes participantes
Devido a problemas financeiros, três clubes renunciaram à participação no campeonato: Heitec Volleys Eltmann, Hypo Tirol Alpenvolleys Haching e o TV Rottenburg. Após a dissolução da equipe teuto-austríaca Hypo Tirol Alpenvolleys Haching, o TSV Unterhaching foi licenciado a competir o campeonato. Ao total 11 equipes participaram do Campeonato Alemão de 2020–21:
| - Berlin Recycling Volleys - SWD Powervolleys Düren - United Volleys Frankfurt - VfB Friedrichshafen - SVG Lüneburg - Netzhoppers | - TSV Herrsching - TSV Giesen - TSV Unterhaching - Volleyball Bisons Bühl - VCO Berlin |

## Fase classificatória

### Classificação
- Vitória por 3 sets a 0 ou 3 a 1: 3 pontos para o vencedor;
- Vitória por 3 sets a 2: 2 pontos para o vencedor e 1 ponto para o perdedor.
- Não comparecimento, a equipe perde 3 pontos.
- Em caso de igualdade por pontos, os seguintes critérios servem como desempate: número de vitórias, média de sets e média de pontos.

|  | Equipes classificadas para os playoffs |

|     |                          |     | Jogos | Jogos | Jogos | Resultados | Resultados | Resultados | Resultados | Resultados | Resultados | Sets | Sets | Sets  | Pontos | Pontos | Pontos |
| Pos | Equipe                   | Pts | T     | V     | D     | 3–0        | 3–1        | 3–2        | 2–3        | 1–3        | 0–3        | V    | P    | R     | V      | P      | R      |
| --- | ------------------------ | --- | ----- | ----- | ----- | ---------- | ---------- | ---------- | ---------- | ---------- | ---------- | ---- | ---- | ----- | ------ | ------ | ------ |
| 1   | VfB Friedrichshafen      | 54  | 20    | 19    | 1     | 11         | 5          | 3          | 0          | 0          | 1          | 57   | 14   | 4.071 | 1705   | 1513   | 1.127  |
| 2   | SWD Powervolleys Düren   | 49  | 20    | 16    | 4     | 11         | 4          | 1          | 2          | 0          | 2          | 52   | 18   | 2.889 | 1650   | 1465   | 1.126  |
| 3   | Berlin Recycling Volleys | 45  | 20    | 16    | 4     | 10         | 2          | 4          | 1          | 2          | 1          | 52   | 22   | 2.364 | 1772   | 1527   | 1.160  |
| 4   | TSV Herrsching           | 35  | 20    | 11    | 9     | 6          | 4          | 1          | 3          | 3          | 3          | 42   | 33   | 1.273 | 1741   | 1667   | 1.044  |
| 5   | SVG Lüneburg             | 32  | 20    | 10    | 10    | 6          | 2          | 2          | 4          | 3          | 3          | 41   | 36   | 1.139 | 1727   | 1682   | 1.027  |
| 6   | Netzhoppers              | 29  | 20    | 10    | 10    | 4          | 3          | 3          | 2          | 3          | 5          | 37   | 39   | 0.949 | 1681   | 1696   | 0.991  |
| 7   | United Volleys Frankfurt | 28  | 20    | 10    | 10    | 5          | 1          | 4          | 2          | 3          | 5          | 37   | 39   | 0.949 | 1706   | 1704   | 1.001  |
| 8   | Volleyball Bisons Bühl   | 28  | 20    | 9     | 11    | 2          | 7          | 0          | 1          | 3          | 7          | 32   | 40   | 0.800 | 1649   | 1687   | 0.977  |
| 9   | TSV Giesen               | 24  | 20    | 7     | 13    | 3          | 1          | 3          | 6          | 3          | 4          | 36   | 46   | 0.783 | 1808   | 1806   | 1.001  |
| 10  | VCO Berlin               | 4   | 20    | 1     | 19    | 0          | 1          | 0          | 1          | 4          | 14         | 9    | 58   | 0.155 | 1309   | 1650   | 0.793  |
| 11  | TSV Unterhaching         | 2   | 20    | 1     | 19    | 0          | 0          | 1          | 0          | 6          | 13         | 9    | 59   | 0.153 | 1332   | 1683   | 0.791  |

### Resultados da fase classificatória
| Casa/Fora                | BRV | BÜH | DÜR | UVF | VFB | GIE | HER | NKW | SVG | UNT | VCO |
| ------------------------ | --- | --- | --- | --- | --- | --- | --- | --- | --- | --- | --- |
| Berlin Recycling Volleys | —   | 3–0 | 3–0 | 3–0 | 1–3 | 3–0 | 3–2 | 3–1 | 3–2 | 3–0 | 3–0 |
| Volleyball Bisons Bühl   | 3–1 | —   | 0–3 | 3–1 | 0–3 | 2–3 | 0–3 | 1–3 | 0–3 | 3–0 | 3–1 |
| SWD Powervolleys Düren   | 2–3 | 3–0 | —   | 3–1 | 3–0 | 3–0 | 3–0 | 3–2 | 3–0 | 3–0 | 3–1 |
| United Volleys Frankfurt | 3–2 | 3–1 | 0–3 | —   | 2–3 | 3–2 | 3–2 | 2–3 | 1–3 | 3–0 | 3–0 |
| VfB Friedrichshafen      | 3–0 | 3–0 | 3–0 | 3–0 | —   | 3–2 | 3–1 | 3–0 | 3–2 | 3–0 | 3–0 |
| TSV Giesen               | 2–3 | 1–3 | 3–2 | 2–3 | 0–3 | —   | 1–3 | 1–3 | 3–2 | 3–0 | 3–0 |
| TSV Herrsching           | 0–3 | 3–1 | 1–3 | 0–3 | 1–3 | 3–0 | —   | 3–0 | 3–0 | 3–0 | 3–1 |
| Netzhoppers KW           | 1–3 | 1–3 | 0–3 | 3–0 | 0–3 | 3–2 | 2–3 | —   | 0–3 | 3–0 | 3–0 |
| SVG Lüneburg             | 0–3 | 1–3 | 1–3 | 3–0 | 1–3 | 3–2 | 3–2 | 2–3 | —   | 3–0 | 3–0 |
| TSV Unterhaching         | 0–3 | 1–3 | 0–3 | 0–3 | 1–3 | 1–3 | 0–3 | 1–3 | 1–3 | —   | 1–3 |
| VCO Berlin               | 0–3 | 0–3 | 0–3 | 0–3 | 0–3 | 0–3 | 1–3 | 0–3 | 0–3 | 2–3 | —   |

Fonte: Volleyball Bundesliga

## Playoffs
|  | Quartas de final | Quartas de final         | Quartas de final         | Quartas de final         | Quartas de final |                |                          | Semifinais          | Semifinais | Semifinais | Semifinais | Semifinais |  |  | Final | Final               | Final | Final | Final | Final | Final |
|  |                  |                          |                          |                          |                  |                |                          |                     |            |            |            |            |  |  |       |                     |       |       |       |       |       |
|  | 1º               | VfB Friedrichshafen      | 2                        | 3                        | 3                |                |                          |                     |            |            |            |            |  |  |       |                     |       |       |       |       |       |
|  | 8º               | Volleyball Bisons Bühl   | 3                        | 0                        | 1                |                |                          |                     |            |            |            |            |  |  |       |                     |       |       |       |       |       |
|  | 8º               | Volleyball Bisons Bühl   | 3                        | 0                        | 1                |                | 1º                       | VfB Friedrichshafen | 3          | 3          |            |            |  |  |       |                     |       |       |       |       |       |
|  |                  |                          |                          |                          |                  |                | 1º                       | VfB Friedrichshafen | 3          | 3          |            |            |  |  |       |                     |       |       |       |       |       |
|  |                  | 5º                       | SVG Lüneburg             | 2                        | 2                |                |                          |                     |            |            |            |            |  |  |       |                     |       |       |       |       |       |
|  | 4º               | 5º                       | SVG Lüneburg             | 2                        | 2                | TSV Herrsching | 2                        | 2                   |            |            |            |            |  |  |       |                     |       |       |       |       |       |
|  | 4º               |                          |                          |                          |                  | TSV Herrsching | 2                        | 2                   |            |            |            |            |  |  |       |                     |       |       |       |       |       |
|  | 5º               | SVG Lüneburg             | 3                        | 3                        |                  |                |                          |                     |            |            |            |            |  |  |       |                     |       |       |       |       |       |
|  |                  |                          |                          |                          |                  |                |                          |                     |            |            |            |            |  |  | 1º    | VfB Friedrichshafen | 2     | 0     | 0     |       |       |
|  |                  |                          | 3º                       | Berlin Recycling Volleys | 3                | 3              | 3                        |                     |            |            |            |            |  |  |       |                     |       |       |       |       |       |
|  | 2º               | SWD Powervolleys Düren   | 3                        | 3                        |                  |                |                          |                     |            |            |            |            |  |  |       |                     |       |       |       |       |       |
|  | 7º               | United Volleys Frankfurt | 1                        | 0                        |                  |                |                          |                     |            |            |            |            |  |  |       |                     |       |       |       |       |       |
|  | 7º               | United Volleys Frankfurt | 1                        | 0                        |                  | 2º             | SWD Powervolleys Düren   | 3                   | 1          | 1          |            |            |  |  |       |                     |       |       |       |       |       |
|  |                  |                          |                          |                          |                  | 2º             | SWD Powervolleys Düren   | 3                   | 1          | 1          |            |            |  |  |       |                     |       |       |       |       |       |
|  |                  | 3º                       | Berlin Recycling Volleys | 1                        | 3                | 3              |                          |                     |            |            |            |            |  |  |       |                     |       |       |       |       |       |
|  | 3º               | 3º                       | Berlin Recycling Volleys | 1                        | 3                | 3              | Berlin Recycling Volleys | 3                   | 3          |            |            |            |  |  |       |                     |       |       |       |       |       |
|  | 3º               |                          |                          |                          |                  |                | Berlin Recycling Volleys | 3                   | 3          |            |            |            |  |  |       |                     |       |       |       |       |       |
|  | 6º               | Netzhoppers              | 0                        | 0                        |                  |                |                          |                     |            |            |            |            |  |  |       |                     |       |       |       |       |       |

Fonte: Volleyball Bundesliga

## Classificação final
| Posição           | Equipe                   | Classificação                       |
| ----------------- | ------------------------ | ----------------------------------- |
| Medalha de ouro   | Berlin Recycling Volleys | Liga dos Campeões de 2021–22        |
| Medalha de prata  | VfB Friedrichshafen      | Liga dos Campeões de 2021–22        |
| Medalha de bronze | SWD Powervolleys Düren   | Taça CEV de 2021–22                 |
| Medalha de bronze | SVG Lüneburg             | Taça CEV de 2021–22                 |
| 5                 | TSV Herrsching           | 1. Volleyball Bundesliga de 2021–22 |
| 6                 | Netzhoppers              | 1. Volleyball Bundesliga de 2021–22 |
| 7                 | United Volleys Frankfurt | 1. Volleyball Bundesliga de 2021–22 |
| 8                 | Volleyball Bisons Bühl   | 1. Volleyball Bundesliga de 2021–22 |
| 9                 | TSV Giesen               | 1. Volleyball Bundesliga de 2021–22 |
| 10                | VCO Berlin               | 1. Volleyball Bundesliga de 2021–22 |
| 11                | TSV Unterhaching         | 1. Volleyball Bundesliga de 2021–22 |

Observação: Para mitigar as consequências da pandemia de Covid-19, não houve rebaixamentos nesta temporada.

## Premiação
| 1. Volleyball Bundesliga de 2020–21            |
| Berlim                                         |
| ---------------------------------------------- |
| Berlin Recycling Volleys Campeão (11.º título) |